# Grand Prix Monaka 2007
Grand Prix Monaka LXV Grand Prix Automobile de Monaco
- 27. květen 2007
- Okruh Monte Carlo
- 78 kol x 3,340 km = 260,520 km
- 773. Grand Prix
- 17. vítězství Fernanda Alonsa
- 150. vítězství pro McLaren
- 17. vítězství pro Španělsko
- 144. vítězství pro vůz se startovním číslem 1

## Výsledky
| Pozice | Jezdec               | Vůz               | Čas              |
| ------ | -------------------- | ----------------- | ---------------- |
| 1      | Fernando Alonso      | McLaren MP4/22    | 1h40:29,329      |
| 2      | Lewis Hamilton       | McLaren MP4/22    | á 0:04,095       |
| 3      | Felipe Massa         | Ferrari F2007     | á 1:09,114       |
| 4      | Giancarlo Fisichella | Renault R27       | á 1 kolo         |
| 5      | Robert Kubica        | BMW Sauber F1.07  | á 1 kolo         |
| 6      | Nick Heidfeld        | BMW Sauber F1.07  | á 1 kolo         |
| 7      | Alexander Wurz       | Williams FW29     | á 1 kolo         |
| 8      | Kimi Räikkönen       | Ferrari F2007     | á 1 kolo         |
| 9      | Scott Speed          | Torro Rosso STR02 | á 1 kolo         |
| 10     | Rubens Barrichello   | Honda RA107       | á 1 kolo         |
| 11     | Jenson Button        | Honda RA107       | á 1 kolo         |
| 12     | Nico Rosberg         | Williams FW29     | á 1 kolo         |
| 13     | Heikki Kovalainen    | Renault R27       | á 1 kolo         |
| 14     | David Coulthard      | Red Bull RB3      | á 2 kola         |
| 15     | Jarno Trulli         | Toyota TF106      | á 2 kola         |
| 16     | Ralf Schumacher      | Toyota TF107      | á 2 kola         |
| 17     | Takuma Sató          | Super Aguri SA07  | á 2 kola         |
| 18     | Anthony Davidson     | Super Aguri SA07  | á 2 kola         |
| 19     | Christijan Albers    | Spyker F8-VII     | á 8 kol /Rozvody |
| Kolo   | Odstoupili           | -                 | -                |
| 53     | Adrian Sutil         | Spyker F8-VII     | Nehoda           |
| 17     | Mark Webber          | Red Bull RB3      | Převodovka       |
| 1      | Vitantonio Liuzzi    | Torro Rosso STR02 | Havárie          |

### Nejrychlejší kolo
Fernando Alonso- McLaren MP4/22- 1:15.284
- 9. nejrychlejší kolo Fernanda Alonsa
- 131. nejrychlejší kolo pro McLaren
- 10. nejrychlejší kolo pro Španělsko
- 117. nejrychlejší kolo pro vůz se startovním číslem 1

### Vedení v závodě
- 1.-25. kolo Fernando Alonso
- 26.- 28. kolo Lewis Hamilton
- 29.-50. kolo Fernando Alonso
- 51.- 52. kolo Lewis Hamilton
- 53.-78. kolo Fernando Alonso

### Postavení na startu
Fernando Alonso- McLaren MP4/22- 1:15.729
- 16. Pole position Fernanda Alonsa
- 126. Pole position pro McLaren
- 16. Pole position pro Španělsko
- 129. Pole position pro vůz se startovním číslem 1
- Modře startoval z boxu.
- Žlutě rozhodující čas pro postavení na startu.
- Červeně posunutí o deset míst na startu – výměna motoru

| *  | *                                     | *  | *                                     | Kvalifikace III.                      | Kvalifikace II.                       | Kvalifikace I.                        |
| -- | ------------------------------------- | -- | ------------------------------------- | ------------------------------------- | ------------------------------------- | ------------------------------------- |
| 1  | Fernando Alonso McLaren 1:15.726      |    |                                       | Fernando Alonso McLaren 1:15.726      | Fernando Alonso McLaren 1:15.431      | Lewis Hamilton McLaren 1:15.685       |
|    |                                       | 2  | Lewis Hamilton McLaren 1:15.905       | Lewis Hamilton McLaren 1:15.905       | Lewis Hamilton McLaren 1:15.479       | Fernando Alonso McLaren 1:16.059      |
| 3  | Felipe Massa Ferrari 1:15.967         |    |                                       | Felipe Massa Ferrari 1:15.967         | Robert Kubica BMW 1:15.576            | Kimi Räikkönen Ferrari 1:16.251       |
|    |                                       | 4  | Giancarlo Fisichella Renault 1:16.285 | Giancarlo Fisichella Renault 1:16.285 | Nick Heidfeld BMW 1:15.733            | Vitantonio Liuzzi Toro Rosso 1:16.720 |
| 5  | Nico Rosberg Williams 1:16.439        |    |                                       | Nico Rosberg Williams 1:16.439        | Felipe Massa Ferrari 1:16.034         | Felipe Massa Ferrari 1:16.786         |
|    |                                       | 6  | Mark Webber Red Bull 1:16.784         | Mark Webber Red Bull 1:16.784         | Giancarlo Fisichella Renault 1:16.054 | Nico Rosberg Williams 1:16.870        |
| 7  | Nick Heidfeld BMW 1:16.832            |    |                                       | Nick Heidfeld BMW 1:16.832            | Nico Rosberg Williams 1:16.100        | David Coulthard Red Bull 1:17.204     |
|    |                                       | 8  | Robert Kubica BMW 1:16.955            | Robert Kubica BMW 1:16.955            | David Coulthard Red Bull 1:16.319     | Rubens Barrichello Honda 1:17.244     |
| 9  | Rubens Barrichello Honda 1:17.498     |    |                                       | Rubens Barrichello Honda 1:17.498     | Mark Webber Red Bull 1:16.420         | Jenson Button Honda 1:17.297          |
|    |                                       | 10 | Jenson Button Honda 1:17.939          | Jenson Button Honda 1:17.939          | Rubens Barrichello Honda 1:16.454     | Nick Heidfeld BMW 1:17.385            |
| 11 | Alexander Wurz Williams 1:16.662      |    |                                       |                                       | Jenson Button Honda 1:16.457          | Robert Kubica BMW 1:17.584            |
|    |                                       | 12 | Vitantonio Liuzzi Toro Rosso 1:16.703 |                                       | Alexander Wurz Williams 1:16.662      | Giancarlo Fisichella Renault 1:17.596 |
| 13 | David Coulthard Red Bull 1:16.319     |    |                                       |                                       | Vitantonio Liuzzi Toro Rosso 1:16.703 | Jarno Trulli Toyota 1:17.686          |
|    |                                       | 14 | Jarno Trulli Toyota 1:16.988          |                                       | Jarno Trulli Toyota 1:16.988          | Mark Webber Red Bull 1:17.816         |
| 15 | Heikki Kovalainen Renault 1:17.125    |    |                                       |                                       | Heikki Kovalainen Renault 1:17.125    | Heikki Kovalainen Renault 1:17.836    |
|    |                                       | 16 | Kimi Räikkönen Ferrari ****           |                                       | Kimi Räikkönen Ferrari ****           | Alexander Wurz Williams 1:17.874      |
| 17 | Anthony Davidson Super Aguri 1:18.250 |    |                                       |                                       |                                       | Anthony Davidson Super Aguri 1:18.250 |
|    |                                       | 18 | Scott Speed Toro Rosso 1:18,390       |                                       |                                       | Scott Speed Toro Rosso 1:18,390       |
| 19 | Adrian Sutil Spyker 1:18.418          |    |                                       |                                       |                                       | Adrian Sutil Spyker 1:18.418          |
|    |                                       | 20 | Ralf Schumacher Toyota 1:18.539       |                                       |                                       | Ralf Schumacher Toyota 1:18.539       |
| 21 | Takuma Sató Super Aguri 1:18.554      |    |                                       |                                       |                                       | Takuma Sató Super Aguri 1:18.554      |
|    |                                       | 22 | Christijan Albers Spyker ****         |                                       |                                       | Christijan Albers Spyker ****         |

### Sobotní tréninky
| 1  | Adrian Sutil Spyker 1:36.612          | 2  | Kimi Räikkönen Ferrari 1:36.739       |
| 3  | Lewis Hamilton McLaren 1:36.767       | 4  | Giancarlo Fisichella Renault 1:36.784 |
| 5  | Scott Speed Toro Rosso 1:36.954       | 6  | Fernando Alonso McLaren 1:37.020      |
| 7  | Heikki Kovalainen Renault 1:37.214    | 8  | Nico Rosberg Williams 1:37.388        |
| 9  | Jenson Button Honda 1:37.442          | 10 | Rubens Barrichello Honda 1:37.463     |
| 11 | Mark Webber Red Bull 1:37.732         | 12 | Felipe Massa Ferrari 1:37.997         |
| 13 | Takuma Sató Super Aguri 1:38.121      | 14 | Anthony Davidson Super Aguri 1:38.180 |
| 15 | David Coulthard Red Bull 1:38.180     | 16 | Robert Kubica BMW 1:38.463            |
| 17 | Alexander Wurz Williams 1:38.876      | 18 | Nick Heidfeld BMW 1:38.899            |
| 19 | Christijan Albers Spyker 1:39.935     | 20 | Ralf Schumacher Toyota 1:40.677       |
| 21 | Vitantonio Liuzzi Toro Rosso 1:41.108 | 22 | Jarno Trulli Toyota 1:43.417          |

### Čtvrteční tréninky
| *  | I. Trénink                            | *  | II. Trénink                           |
| -- | ------------------------------------- | -- | ------------------------------------- |
| 1  | Fernando Alonso McLaren 1:16.973      | 1  | Fernando Alonso McLaren 1:15.940      |
| 2  | Lewis Hamilton McLaren 1:17.601       | 2  | Kimi Räikkönen Ferrari 1:16.215       |
| 3  | Nick Heidfeld BMW 1:17.616            | 3  | Lewis Hamilton McLaren 1:16.296       |
| 4  | Giancarlo Fisichella Renault 1:17.758 | 4  | Jarno Trulli Toyota 1:16.354          |
| 5  | Kimi Räikkönen Ferrari 1:17.918       | 5  | Giancarlo Fisichella Renault 1:16.753 |
| 6  | Mark Webber Red Bull 1:17.956         | 6  | Felipe Massa Ferrari 1:16.784         |
| 7  | Nico Rosberg Williams 1:18.074        | 7  | Robert Kubica BMW 1:16.848            |
| 8  | Felipe Massa Ferrari 1:18.189         | 8  | Nico Rosberg Williams 1:16.852        |
| 9  | Robert Kubica BMW 1:18.675            | 9  | Mark Webber Red Bull 1:17.292         |
| 10 | Rubens Barrichello Honda 1:18.676     | 10 | David Coulthard Red Bull 1:17.414     |
| 11 | Alexander Wurz Williams 1:18.869      | 11 | Rubens Barrichello Honda 1:17.449     |
| 12 | Scott Speed Toro Rosso 1:18.967       | 12 | Jenson Button Honda 1:17.457          |
| 13 | David Coulthard Red Bull 1:19.095     | 13 | Takuma Sató Super Aguri 1:17.459      |
| 14 | Takuma Sató Super Aguri 1:19.203      | 14 | Nick Heidfeld BMW 1:17.486            |
| 15 | Vitantonio Liuzzi Toro Rosso 1:19.285 | 15 | Alexander Wurz Williams 1:17.516      |
| 16 | Heikki Kovalainen Renault 1:19.321    | 16 | Vitantonio Liuzzi Toro Rosso 1:17.898 |
| 17 | Jenson Button Honda 1:19.332          | 17 | Heikki Kovalainen Renault 1:18.086    |
| 18 | Anthony Davidson Super Aguri 1:19.337 | 18 | Scott Speed Toro Rosso 1:18.233       |
| 19 | Jarno Trulli Toyota 1:19.496          | 19 | Anthony Davidson Super Aguri 1:18.328 |
| 20 | Ralf Schumacher Toyota 1:19.799       | 20 | Ralf Schumacher Toyota 1:18.662       |
| 21 | Adrian Sutil Spyker 1:21.634          | 21 | Christijan Albers Spyker 1:18.820     |
| 22 | Christijan Albers Spyker 1:23.235     | 22 | Adrian Sutil Spyker 1:19.358          |

### Zajímavosti
- Druhý Hat trick pro Alonsa
- 5. podium v řadě za sebou pro Hamiltona
- 500. podium pro Británii

| Pole position   | Vítězství       | Nej. kolo       |
| Španělsko       | Španělsko       | Španělsko       |
| Fernando Alonso | Fernando Alonso | Fernando Alonso |
| McLaren MP4/22  | McLaren MP4/22  | McLaren MP4/22  |
| 1'15.726        | 1:40'29.329     | 1'15.284        |
| 158.783 km/h    | 155.552 km/h    | 159.715 km/h    |
| --------------- | --------------- | --------------- |

### Stav MS
| *  | Jezdec               | Body |
| -- | -------------------- | ---- |
| 1  | Lewis Hamilton       | 38   |
| 2  | Fernando Alonso      | 38   |
| 3  | Felipe Massa         | 33   |
| 4  | Kimi Räikkönen       | 23   |
| 5  | Nick Heidfeld        | 18   |
| 6  | Giancarlo Fisichella | 13   |
| 7  | Robert Kubica        | 12   |
| 8  | Nico Rosberg         | 5    |
| 9  | Jarno Trulli         | 4    |
| 10 | David Coulthard      | 4    |
| 11 | Heikki Kovalainen    | 3    |
| 12 | Alexander Wurz       | 2    |
| 13 | Ralf Schumacher      | 1    |
| 14 | Takuma Sató          | 1    |

| * | Vůz         | Body |
| - | ----------- | ---- |
| 1 | McLaren     | 76   |
| 2 | Ferrari     | 56   |
| 3 | BMW         | 30   |
| 4 | Renault     | 16   |
| 5 | Williams    | 7    |
| 6 | Toyota      | 5    |
| 7 | Red Bull    | 4    |
| 8 | Super Aguri | 4    |

| * | Stát           | Body |
| - | -------------- | ---- |
| 1 | Velká Británie | 42   |
| 2 | Španělsko      | 38   |
| 3 | Brazílie       | 33   |
| 4 | Finsko         | 26   |
| 5 | Německo        | 24   |
| 6 | Itálie         | 17   |
| 7 | Polsko         | 12   |
| 8 | Rakousko       | 2    |
| 9 | Japonsko       | 1    |